# Mouette argentée
Chroicocephalus novaehollandiae
Espèce
Statut de conservation UICN

 LC  : Préoccupation mineure
Synonymes
Larus novaehollandiae
La Mouette argentée (Chroicocephalus novaehollandiae), dite aussi Mouette australienne est une espèce d'oiseaux de la famille des laridés très répandue en Australie et en Nouvelle-Zélande. On la retrouve aussi en Nouvelle-Calédonie et en Tasmanie.
Comme c'est le cas avec de nombreux goélands, elle a autrefois été placée dans le genre Larus mais est maintenant placée dans le genre Chroicocephalus.
La mouette argentée ne doit pas être confondue avec le Goéland argenté (Larus argentatus), qui est appelé « mouette argentée » dans de nombreuses autres langues (en allemand « Silbermöwe », en néerlandais « Zilvermeeuw ») mais qui est beaucoup plus grand.
La mouette argentée a une voix forte constituée d'une variété d'appels. L'appel le plus commun est un « kwee-aarr » sévère.

## Description

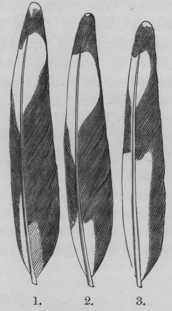
Plumes de Mouette argentée.

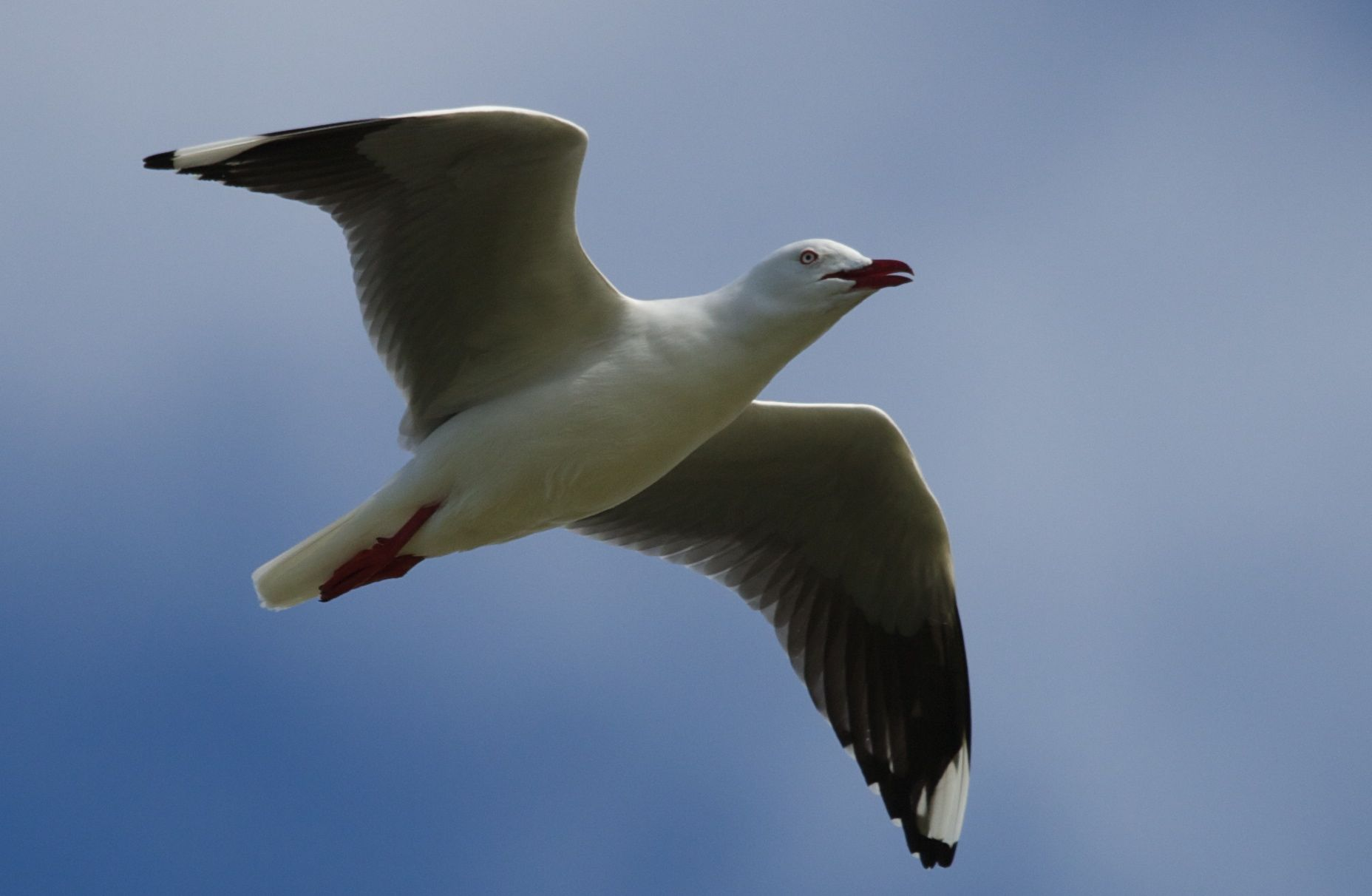
En vol.

La tête, le corps et la queue sont blancs. Les ailes sont gris clair avec du blanc et des pointes noires. L'adulte mesure de 40 à 45 cm de longueur. L'envergure moyenne est de 94 cm. Les juvéniles ont des motifs bruns sur leurs ailes et un bec noir. Les adultes ont un bec rouge vif.

## Distribution et habitat
La mouette argentée se trouve dans tous les États de l'Australie. C'est une espèce commune, qui s'est bien adaptée aux environnements urbains et qui prospère autour des centres commerciaux et des dépotoirs. C'est cette adaptation aux milieux urbanisés qui pose le problème d'une potentielle transmission à l'homme de bactéries ultra-résistantes aux antibiotiques : environ 20 % des mouettes argentées australiennes seraient en effet infectées par des bactéries ultrarésistantes comme le E-coli, selon une étude publiée dans le Journal of Antimicrobial Chemotherapy. Les chercheurs avancent que les oiseaux ont été infectés en entrant en contact avec des excréments humains, vraisemblablement par le biais des eaux d'égout ou de couches pour bébés abandonnées dans les décharges. 
Les mouettes argentées ont été vues deux fois aux États-Unis : un oiseau a été vu en août 1947 à l'embouchure de la rivière Genesee vers le lac Ontario et un autre a été photographié dans le comté de Salem dans le New Jersey en automne 1996. Les deux sont soupçonnés de nos jours d'avoir échappé à la captivité.

## Comportement

### Alimentation
La mouette argentée se nourrit de vers, poissons, insectes et crustacés. Elle mange aussi les petits des tortues de mer. C'est aussi un charognard.

### Reproduction

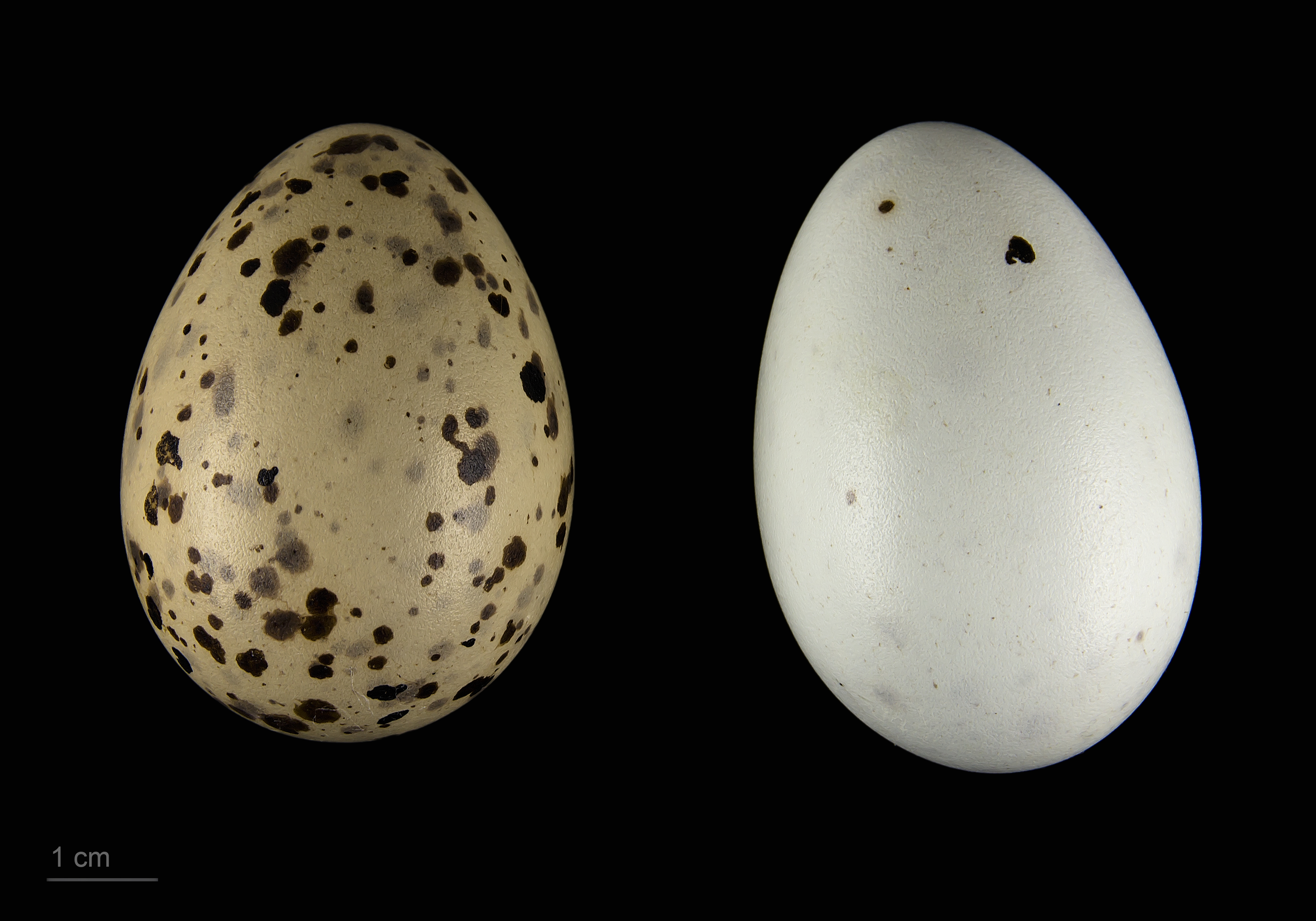
Œufs de Chroicocephalus novaehollandiae - Muséum de Toulouse

La reproduction a lieu à partir d'août jusqu’en décembre. Le nid est situé au sol et se compose d'algues, de racines et de tiges de plantes. Les nids peuvent être trouvés dans des arbustes bas, des rochers et des jetées. La mouette pond généralement de un à trois œufs.

## Taxinomie
D'après la classification de référence (version 14.1, 2024) de l'Union internationale des ornithologues, la mouette argentée possède 3 sous-espèces (ordre philogénique) :
- Chroicocephalus novaehollandiae forsteri (Mathews, 1912) : Nouvelle-Calédonie (y compris les îles de la Loyauté) ;
- Chroicocephalus novaehollandiae novaehollandiae (Stephens, 1826) : Sud de l'Australie et Tasmanie ;
- Chroicocephalus novaehollandiae scopulinus (Forster, JR, 1844) : côtes néo-zélandaises, les petites îles alentour et le lac Rotorua.

La sous-espèce scopulinus était anciennement considérée comme une espèce à part, baptisée Mouette scopuline, mais est désormais unanimement considérée comme une sous-espèce.